# Coenonympha pseudoamyntas
Coenonympha pseudoamyntas är en fjärilsart som beskrevs av De Sagarra 1930. Coenonympha pseudoamyntas ingår i släktet Coenonympha och familjen praktfjärilar. Inga underarter finns listade i Catalogue of Life.